# Щербина, Александр Эдуардович
Алекса́ндр Эдуа́рдович Щерби́на (род. 1 января 1969, Москва) — российский музыкант, поэт, автор-исполнитель, лидер групп «Адриан и Александр», «ПаYзы имени Станиславского».
До 2022 жил и работал в Москве. Образование актёрско-режиссёрское. Член Союза писателей Москвы и Союза литераторов РФ.
Был соавтором программы о философии и философах «Сова Минервы» на Радио-1 Культура.
В 2000 году начал сотрудничать с Адрианом Крупчанским, с которым они некоторое время выступали дуэтом. Со временем коллектив пополнился другими музыкантами, но название группа оставила прежнее — «Адриан и Александр»
С группой «Адриан и Александр» заслужил множество наград престижных фестивалей, в том числе является лауреатом XXXIII Грушинского фестиваля. Был лауреатом фестивалей в Жуковском, на I конкурсе авторской песни имени Владимира Высоцкого, на фестивале песни, посвященном 850-летию Москвы (СП России) (+ приз зрительских симпатий), на фестивале, организованном клубом «Гнездо глухаря» к 850-летию Москвы в Театре Эстрады. Участник фестиваля «Как Бы Фест»..
Рецензируя один из концертов, российский музыкальный портал ZVUKI.RU отметил:
Лирика Щербины прошибает насквозь, мелодии по-эстетски эклектичны, диапазон музыкальных жанров — от балладного рока до фолка и романса. В этой программе нет никаких правил — только слова и музыка, всё остальное — сплошная импровизация.
9 октября 2013 года на концерте-презентации диска «Life is good» объявил о «перезагрузке» группы: новый проект называется «ПаYзы имени Станиславского», с обновлением как состава участников, так и (частично) репертуара.

## Дискография
- «Сотворение мифа» 1996, 2003
- «Рыцарь Случайного Образа» 1996, 2003
- «По первой строчке…» 2003
- «Песня о Безумной Маше» 2003
- «Импровизация на тему» 2005
- «До завтра, брат» 2008
- «Para bellum» 2009
- «Маленькие песенки» 2011
- «100личные вещи» 2012
- «Лайф Из Гуд» 2013
- «ПаYзы им. Станиславского» (EP) 2014
- «Другие города» 2017
- «10 минут» 2018

## Публикации
- 2010 — «Рыбная рымба»
- 2011 — «Маленькие песенки»
- 2011 — «Песни для Безумной Маши»
- 2013 — «Арабика»
- 2015 — «Вавилон на волоске»
- 2020 — «История третья»
- 2021 — «История вторая»
- 2022 — «История первая»
- 2022 — «20 песен» (книга нот)